# Nicolas Rossi
 (octobre 2012).
Si vous disposez d'ouvrages ou d'articles de référence ou si vous connaissez des sites web de qualité traitant du thème abordé ici, merci de compléter l'article en donnant les références utiles à sa vérifiabilité et en les liant à la section « Notes et références ».
Nicolas Rossi (30 décembre 1991 à Cagnes-sur-Mer  en France) est un skipper français pratiquant la voile olympique.

## Biographie
En septembre 2007, il a intégré le nouveau Pôle Espoir d’Antibes  dans les structures du CREPS d’Antibes.
Après 2 sélections successives en équipe France aux championnats d’Europe en 2008 et 2009, une sélection au championnat du monde en 2009, il décide d’intégrer le Pôle France de Marseille en septembre 2009  et de passer sur 470, série Olympique.
La première année en 470 se solde par une place de septième au championnat d’Europe Junior à la Rochelle en août 2010 (deuxième place en Medall race) et de quatrième au championnat du Monde Junior à Doha au Qatar en décembre 2010 (premier à la medall race). 
En 2010, Nicolas a également fait ses premiers pas dans le circuit des Eurolympes (Palma en Espagne, la SOF à Hyères…). 
| 187 cm/75 kg                                                        |
| Support 470                                                         |
| Médaille de bronze au championnat du monde en Nouvelle-Zélande 2012 |

## Palmarès
- 2010
  - 7e au championnat d'Europe à La Rochelle/France[1]
  - 4e au championnat du monde à Doha/Qatar[2]

- 2011 
  - 6e au championnat d'Europe à Nieuport/Belgique[3]
  - 5e au championnat du monde à Medemblik/Pays-Bas[4]

- 2012 
  - 3e au championnat du monde à Takapuna/New zeland[5]
  - 7e au championnat d'Europe à Riva del Garda/Italie [6]